# Dalnie
Dalnie – osada w Polsce położona w województwie opolskim, w powiecie krapkowickim, w gminie Zdzieszowice.
W latach 1975–1998 miejscowość administracyjnie należała do ówczesnego województwa opolskiego.